# NGC 1464
NGC 1464 (NGC 1471) é uma galáxia espiral (S/P) localizada na direcção da constelação de Eridanus. Possui uma declinação de -15° 24' 08" e uma ascensão recta de 3 horas, 51 minutos e 24,4 segundos.
A galáxia NGC 1464 foi descoberta em 1 de Novembro de 1886 por Lewis A. Swift.